# Skole
De Oekraïense plaats Skole (Russisch en Oekraïens: Сколе) is gelegen in de rajon Skolivski van de oblast Lviv. Hemelsbreed ligt Skole op een afstand van 97 km van de regionale hoofdstad Lviv. Skole is bovendien omringd door het Nationaal Park Skolivski Beskidi (onderdeel van het Karpatengebergte) en ligt langs de rivier Opir.

## Historie
Skole werd als eerst vermeld in historische documenten uit 1397 toen het in het Pools-Litouwse Gemenebest lag. Na de eerste opdeling van het Pools-Litouwse Gemenebest tussen het Tsaardom Rusland,  Pruisen en het Habsburgse Rijk in 1772 viel Skole onder het heerschap van de Habsburgse monarchie. In 1792 verkreeg het stadsrechten. Gedurende het Interbellum lag Skole opnieuw in Polen. In 1945 werd tijdens de Conferentie van Jalta beslist dat dit deel van Oekraïne bij de Oekraïense Socialistische Sovjetrepubliek, binnen de Sovjet-Unie zou gaan horen. Na het uiteenvallen van de Sovjet-Unie in 1991 viel Skole dan ook in het huidige Oekraïne.

## Galerij

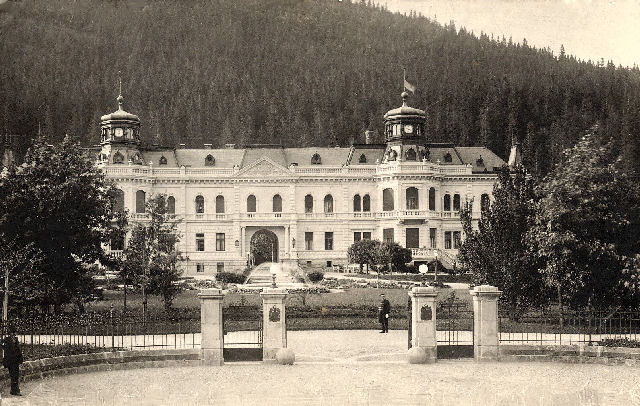
Paleis van baron Albert Groedel in Skole.
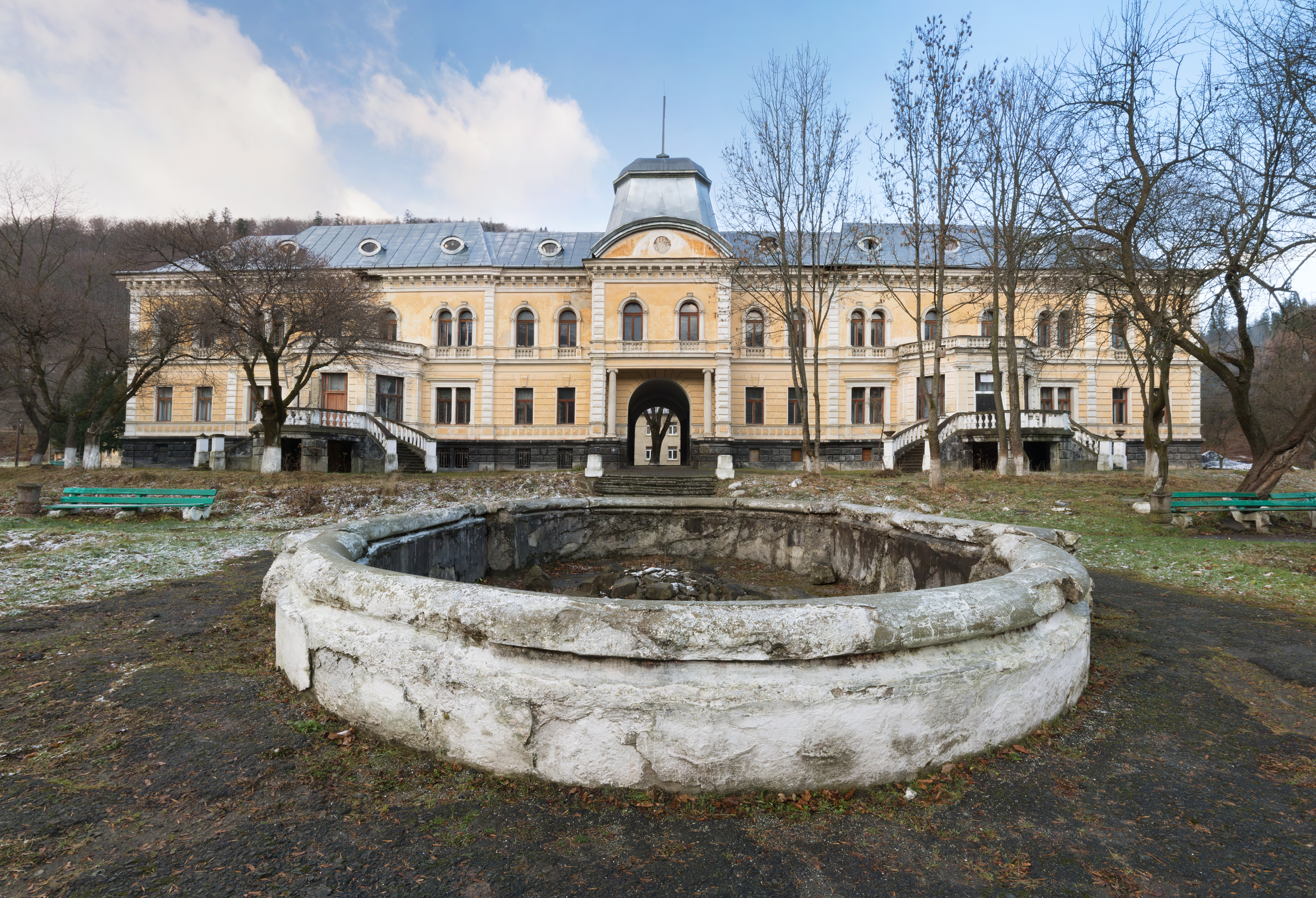
Paleis van Groedel in zijn huidige staat.
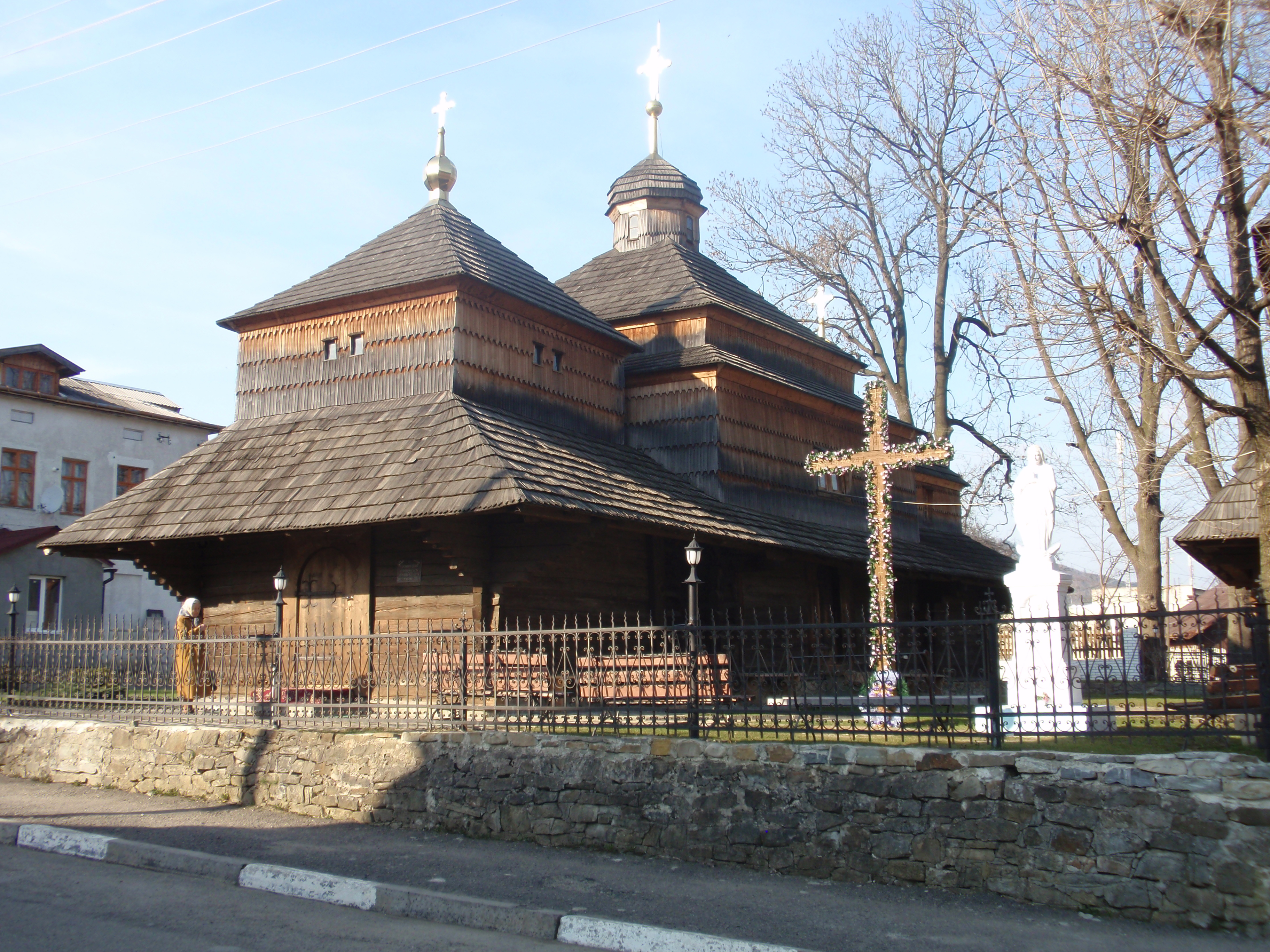
Houten kerk in Karpatische stijl.
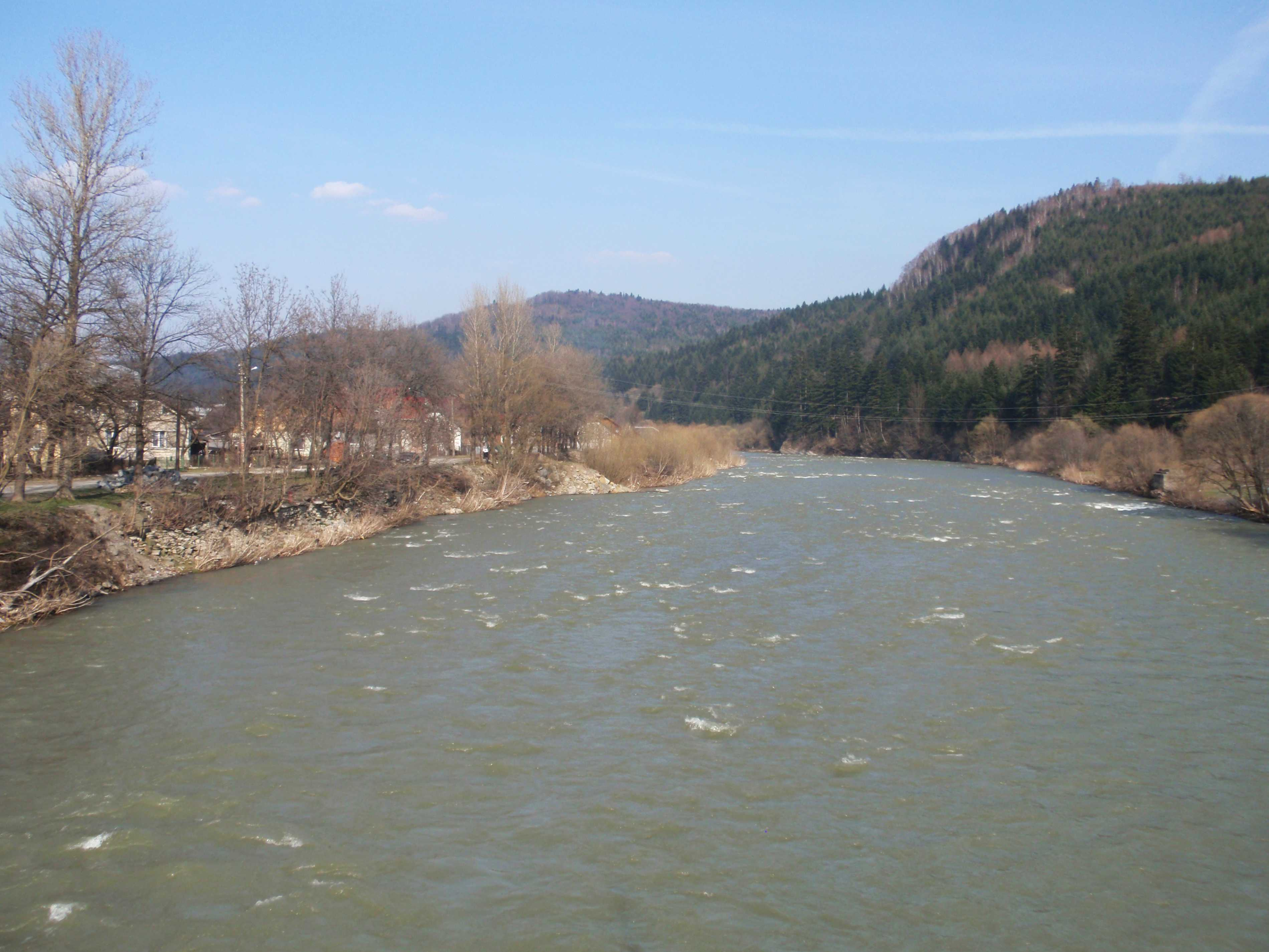
De rivier Opir.